# Dementia 13 (2017)
Dementia 13 ist ein US-amerikanischer Horrorfilm aus dem Jahr 2017 unter der Regie von Richard LeMay. Der Film ist ein Remake des gleichnamigen Films von Francis Ford Coppola aus dem Jahr 1963.

## Handlung
Die Geschichte dreht sich um eine wohlhabende Familie, die sich zu einem jährlichen Gedenkgottesdienst für die verstorbene Tochter Kathleen im Familienanwesen versammelt. Während des Treffens geschehen mysteriöse Morde, die die Familie erschüttern und Geheimnisse ans Licht bringen. Ein maskierter Killer und ein rachsüchtiger Geist treiben ihr Unwesen, während die Familienmitglieder versuchen, die Wahrheit zu enthüllen.

## Veröffentlichung
Der Film wurde am 6. Oktober 2017 in den USA veröffentlicht.

## Rezeption
Die Kritiken zum Film waren gemischt. Matt Boiselle von Dread Central vergab zwei von fünf Sternen und meinte, dass der Film nicht genug tue, um sich von anderen Horrorfilmen abzuheben. John DeFore von The Hollywood Reporter bezeichnete den Film als "einen ziemlich milden Thriller", der sich auf sein Erbe stütze, um im überfüllten Horrormarkt Aufmerksamkeit zu erlangen. Kimber Myers von der Los Angeles Times lobte den Film als "genüsslich billiges kleines Geschenk" und meinte, dass er Genre-Fans ansprechen dürfte, die auf der Suche nach einer geisterhaften Ablenkung sind.